# Ralph F. Colin

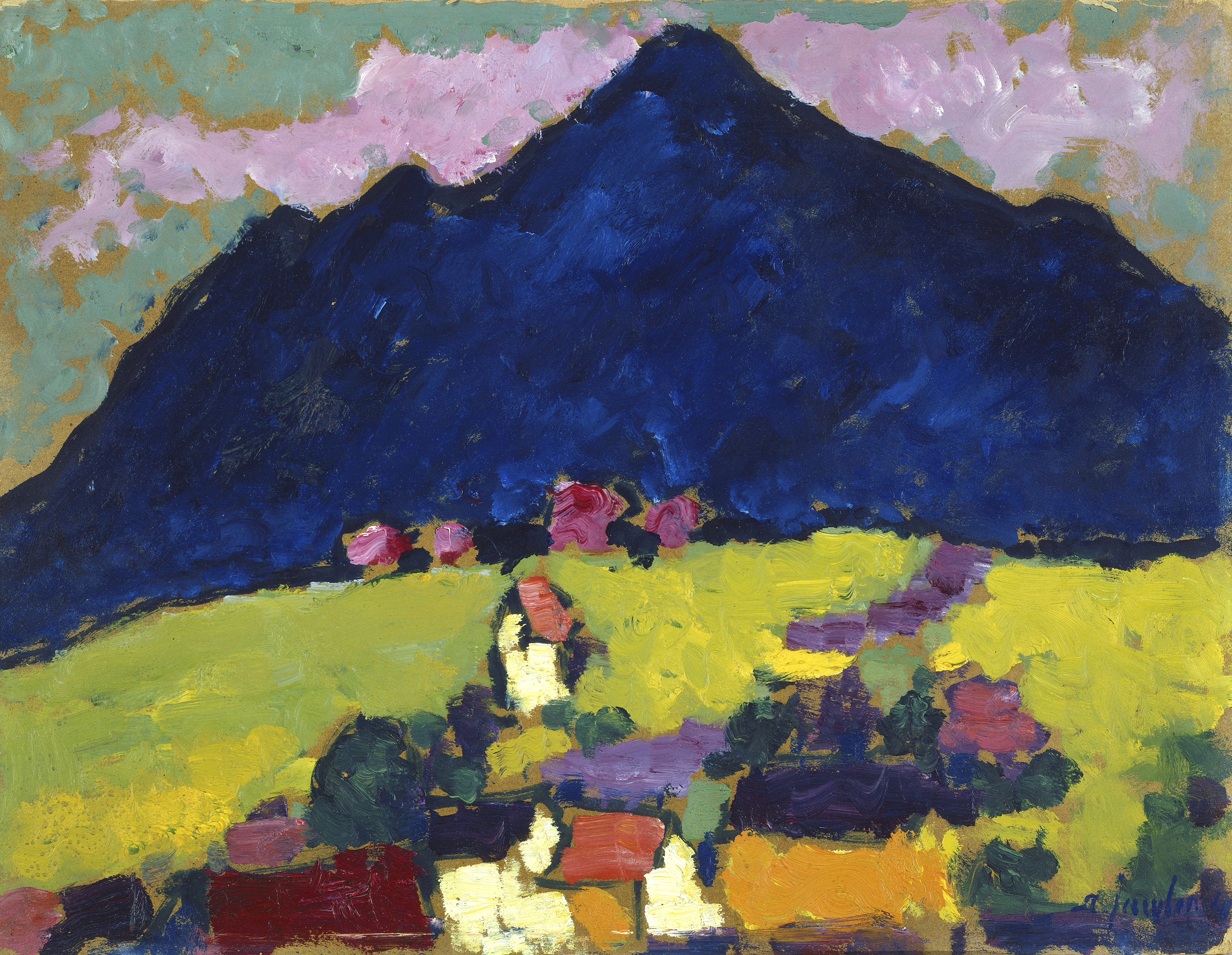
Alexej von Jawlensky: Murnau, Gemälde aus der Sammlung Ralph F. Colin als Stiftung in der National Gallery of Art

Ralph Frederick Colin (geboren am 18. November 1900 in New York City; gestorben am 19. März 1985 in London) war ein amerikanischer Rechtsanwalt, Kunstsammler und Mäzen.

## Leben
Ralph F. Colin kam 1900 als Sohn von William Colin und seiner Frau Elizabeth, geborene Benjamin, in New York zur Welt. Er wuchs im Stadtviertel Upper West Side von Manhattan auf und besuchte die Grundschule in der 138th Street. Zu seinen dortigen Mitschülern gehörte der spätere Librettist Ira Gershwin. Bereits im Alter von 13 Jahren wechselte Colin an das City College of New York. Anschließend studierte er Rechtswissenschaft an der Law School der Columbia University. Nach Abschluss des Studiums 1921 wurde er Partner der Anwaltskanzlei Rosenman, Colin, Freund, Lewis & Cohen, für die er bis zu seinem Lebensende arbeitete. Seine Spezialgebiete waren Gesellschaftsrecht, Vermögenrecht und Trustrecht. Nachdem 1928 die Rundfunkanstalt Columbia Broadcasting System gegründet wurde, beriet er diese und saß bis 1969 in deren Aufsichtsgremium Board of Directors. Zudem war er mehr als 50 Jahre für die Künstleragentur Columbia Artists Management als Rechtsanwalt tätig.
Colin war in besonderem Maße in der New Yorker Kulturszene aktiv. An der Seite von Eugene O’Neill war er Anfang der 1920er Jahre im Direktorium der Theater Provincetown Playhouse und Greenwich Village Theater in New York City. Später gehörte er dem Direktorium des Actor’s Theater und der Künstleragentur Broadway Theater Alliance an. 1924 folgte Colin einem Ruf des Vorsitzenden Marshall Field in den Verwaltungsrat der Philharmonic Society of New York und wurde später deren Vizepräsident. Zudem gehörte er von 1938 bis 1966 dem Direktorium des Buchverlages Alfred A. Knopf, Inc. an.
Weiterhin war Colin ab 1954 langjähriges Mitglied im Kuratorium des Museum of Modern Art und fungierte mehrere Jahre als Vizepräsident des Museums. Er war eine treibende Kraft bei der Gründung des internationalen Beirats des Museums. Dieses Gremium wurde 1969 wieder aufgelöst, nachdem es zwischen Colin und dem Präsidenten des Museums, William S. Paley, zu einem massiven Streit über die Ausrichtung des Hauses gekommen war. Bis heute wirkt vor allem Colins Engagement für die Kunsthändlervereinigung Art Dealers Association of America nach, die er 1962 mitbegründete und deren stellvertretender Verwaltungspräsident er lange Zeit war. In Verhandlungen mit den Steuerbehörden setzte er sich dafür ein, dass Schenkungen und Stiftungen an Museen steuerreduzierend wirken.
Colin war seit 1931 mit Georgia Talmey verheiratet. Aus dieser Ehe gingen der Sohn Ralph F. Colin junior und die Tochter Pamela hervor. Pamela Colin heiratete 1969 Lord Harlech, den früheren Botschafter in den Vereinigten Staaten. Ralph F. Colin starb 1985 in London.

## Kunstsammlung
Colin und seine Frau Georgia begannen kurz nach ihrer Hochzeit mit dem Aufbau einer umfangreichen Kunstsammlung, deren genaue Zusammensetzung nicht dokumentiert ist. Ein Anhaltspunkt für den Umfang der Sammlung bietet der Katalog, der 1960 anlässlich der Ausstellung eines Teils der Sammlung in der New Yorker Galerie M Knoedler & Co erschien. Hieraus ergaben sich Schwerpunkte im Bereich der Kunst des 20. Jahrhunderts, zu denen vor allem Werke von Édouard Vuillard, Chaim Soutine, Juan Gris und Jean Dubuffet gehörten. Die Sammlung wuchs jedoch nicht kontinuierlich an, sondern es gab neben Zukäufen auch immer wieder Verkäufe durch das Sammlerpaar und Stiftungen an Museen. So waren die Sammler zwischenzeitlich im Besitz von Édouard Manets Gemälde Le petit Lange, von Fernand Legers Les trois personnages devant le jardin, von Chaim Soutines Le garçon d’étage und von Édouard Vuillards Autoportrait à la canne et au canotier. Ein Großteil der Sammlung wurde nach dem Tod der beiden Sammler 1995 im Auktionshaus Christie’s versteigert, darunter bedeutende Werke wie Nu assis au collier von Amedeo Modigliani, La Poetesse von Joan Miró, La table (Nature morte à l’éventail) von Georges Braque und Les Glaïeuls von Cham Soutine. Andere Werke wie Violon et guitare von Juan Gris gingen durch Erbschaft an die Kinder des Paares und kamen teilweise später auf den Kunstmarkt.

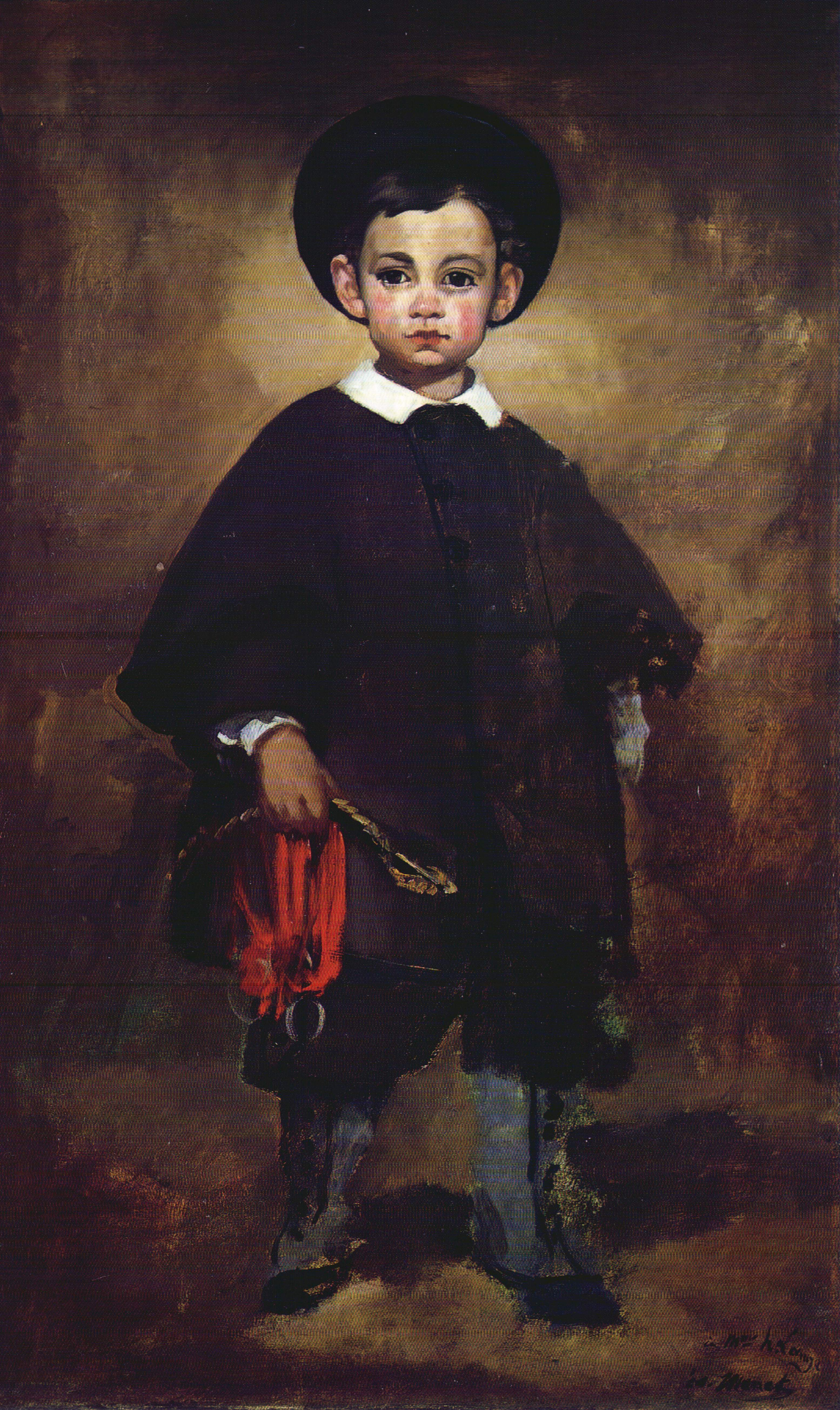
Édouard Manet: Le petit Lange
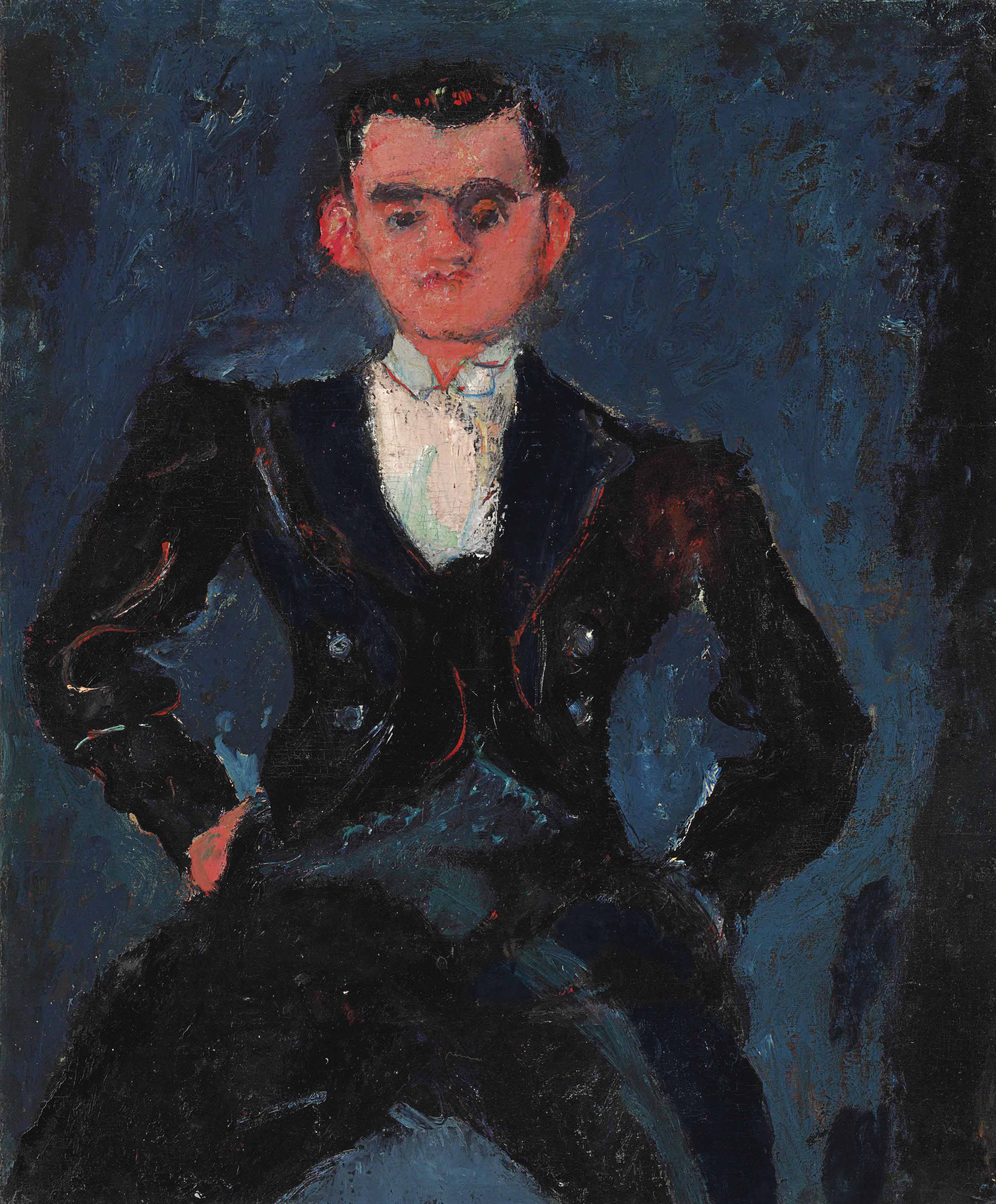
Chaim Soutine: Le garçon d’étage
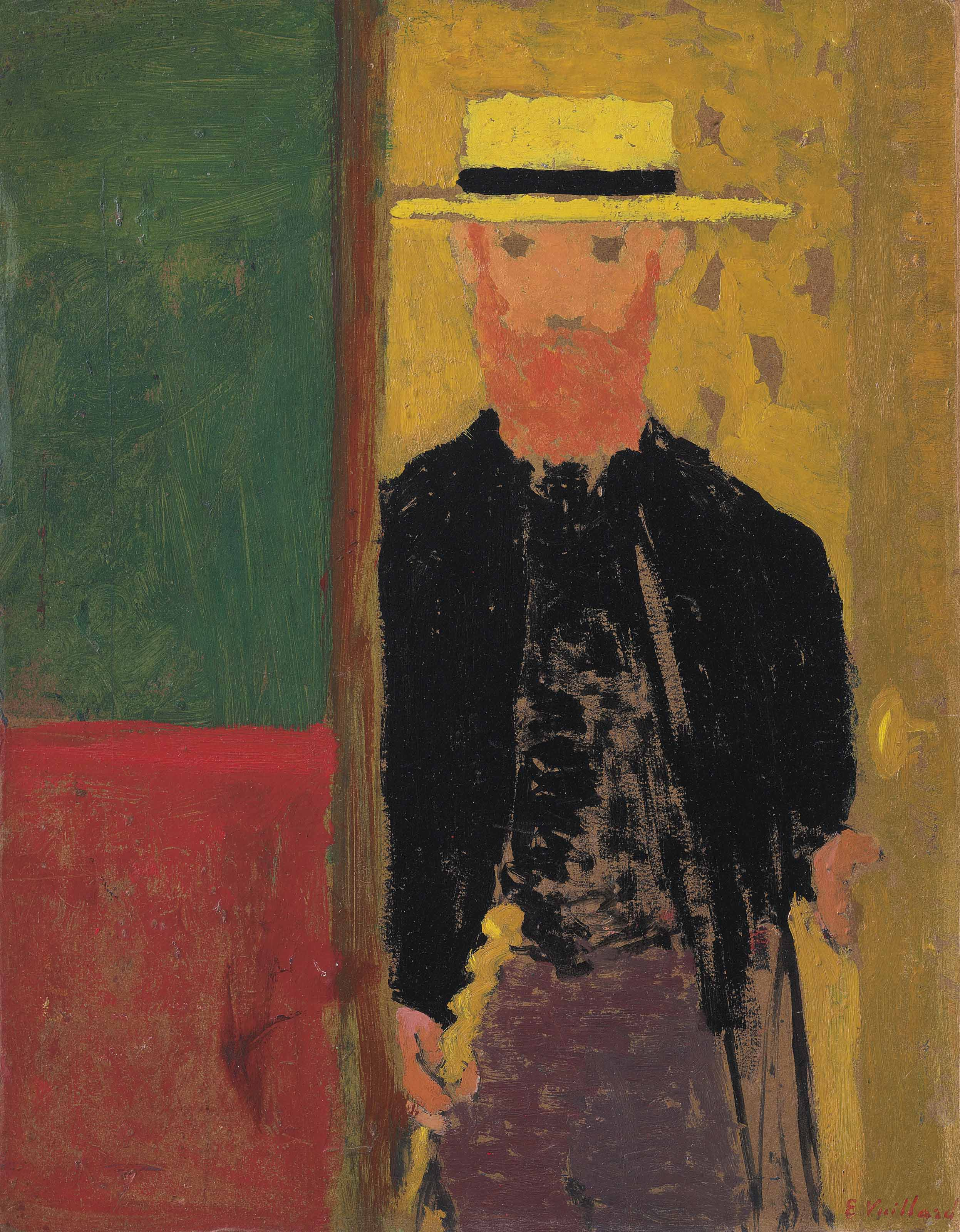
Édouard Vuillard: Autoportrait à la canne et au canotier
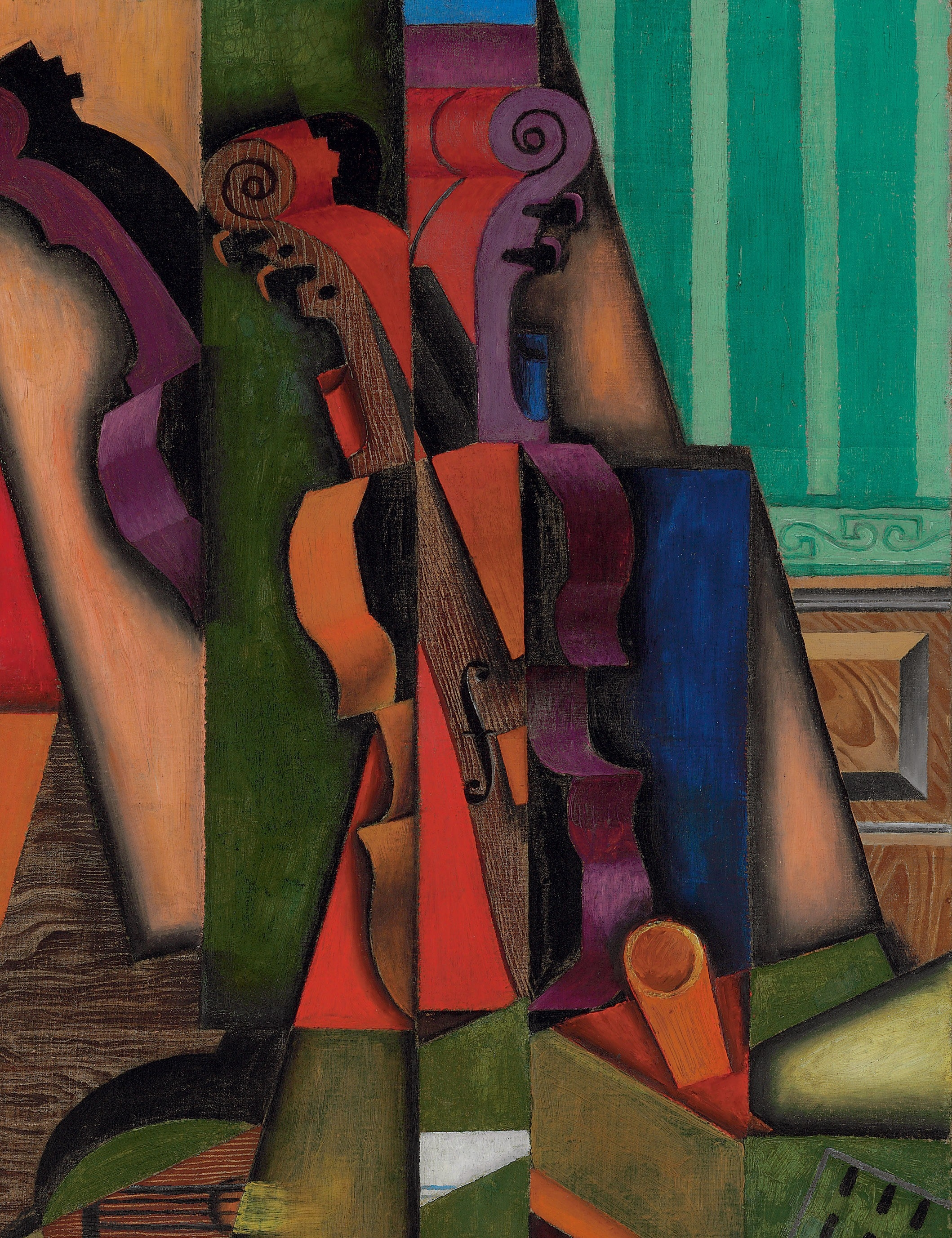
Juan Gris: Violon et guitare
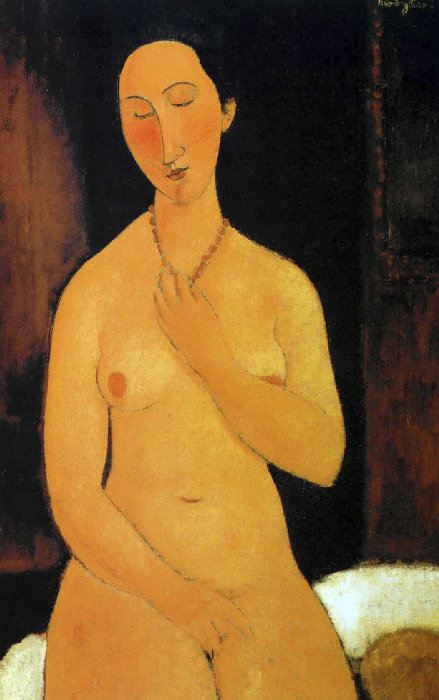
Amedeo Modigliani: Nu assis au collier

Als Mäzen stiftete Colin und seine Frau Druckgrafik von Jean Dubuffet der National Gallery of Art, dem Fogg Art Museum, dem Virginia Museum of Fine Arts und dem Art Institute of Chicago. Darüber hinaus gaben sie die Gemälde Peinture 130 x 89 cm, 6 mars 1955 von Pierre Soulages und Murnau von Alexej von Jawlensky an die National Gallery of Art. Zudem stifteten sie die Gemälde Cafetière von Jean Dubuffet und Children’s Games von Rufino Tamayo an das Metropolitan Museum of Art. Dasselbe Museum erhielt auch die Marmorskulptur Configuration aux mouvements sinueux von Hans Arp. Eine andere Skulptur des Künstlers mit dem Titel Torso gelangte als Schenkung an das Smith College Museum of Art.